# Англес (Франция)
Англе́с (фр. Anglès, окс. Angles) — коммуна во Франции, находится в регионе Юг — Пиренеи. Департамент — Тарн. Входит в состав кантона От-Тер-д’Ок. Округ коммуны — Кастр.
Код INSEE коммуны — 81014.

## География
Коммуна расположена приблизительно в 590 км к югу от Парижа, в 90 км восточнее Тулузы, в 55 км к юго-востоку от Альби.
На юге коммуны протекает река Арн, а на севере — река Агу.

## Климат
Климат умеренно-океанический. Зима мягкая и дождливая, лето жаркое с частыми грозами. Ветры довольно редки.

## Население
Население коммуны на 2010 год составляло 531 человек.
| 1962 | 1968 | 1975 | 1982 | 1990 | 1999 | 2010 |
| ---- | ---- | ---- | ---- | ---- | ---- | ---- |
| 911  | 934  | 667  | 649  | 588  | 563  | 531  |

## Администрация
| Период | Период | Фамилия     | Партия       | Примечания |
| ------ | ------ | ----------- | ------------ | ---------- |
| 2001   | 2008   | Серж Казаль | Разные левые |            |
| 2008   | 2014   | Жерар Руане |              |            |
| 2014   | 2020   | Ален Барт   |              |            |

## Экономика
В 2007 году среди 308 человек в трудоспособном возрасте (15—64 лет) 212 были экономически активными, 96 — неактивными (показатель активности — 68,8 %, в 1999 году было 65,9 %). Из 212 активных работали 193 человека (102 мужчины и 91 женщина), безработных было 19 (11 мужчин и 8 женщин). Среди 96 неактивных 19 человек были учениками или студентами, 43 — пенсионерами, 34 были неактивными по другим причинам.

## Достопримечательности
- Замок Кампан[фр.] (XVII век). Исторический памятник с 1961 года.[4]
- Старые городские ворота, известные как «Нижние ворота» (XVII век). Исторический памятник с 1927 года.[5]

## Фотогалерея

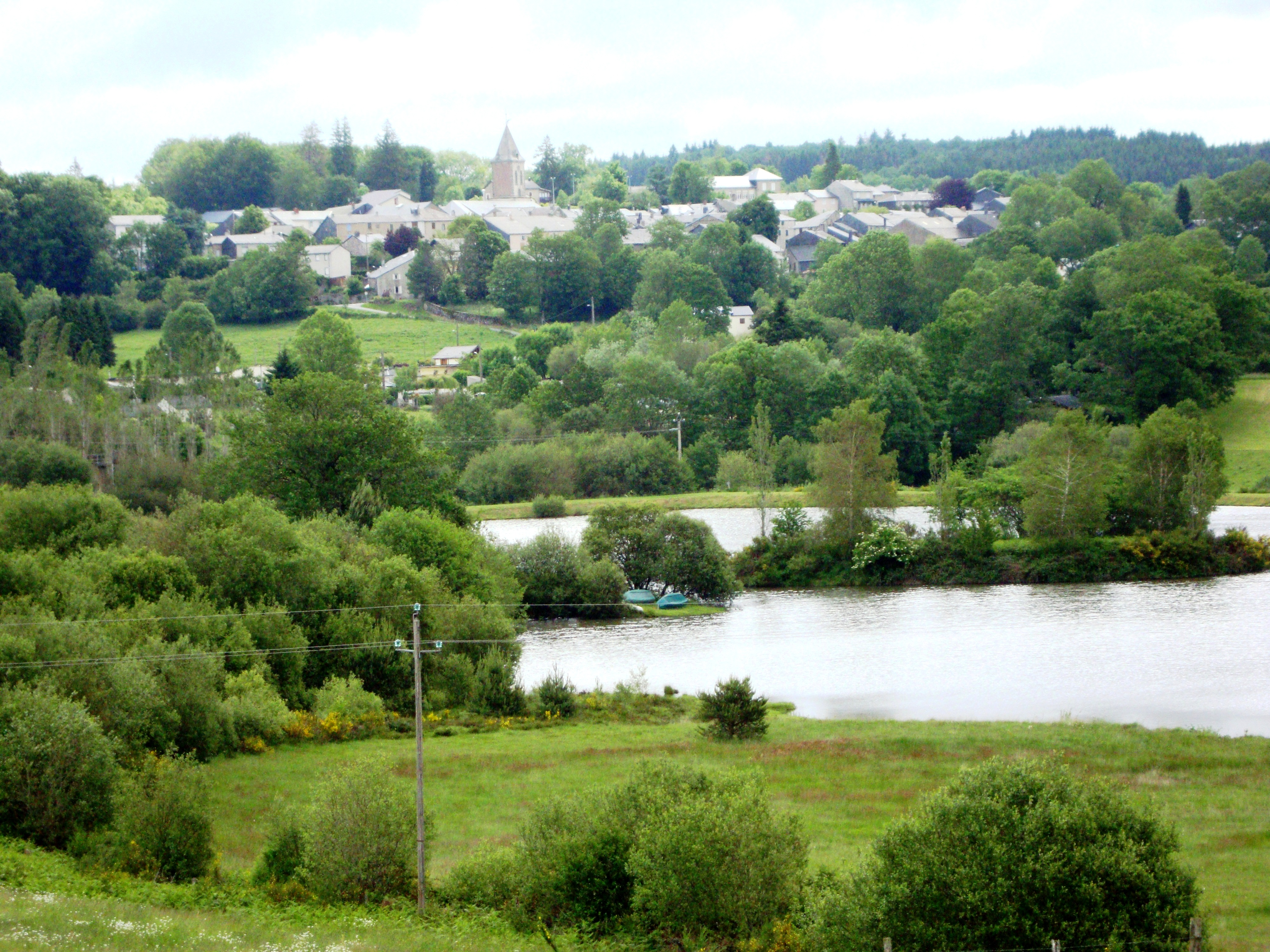
Англес
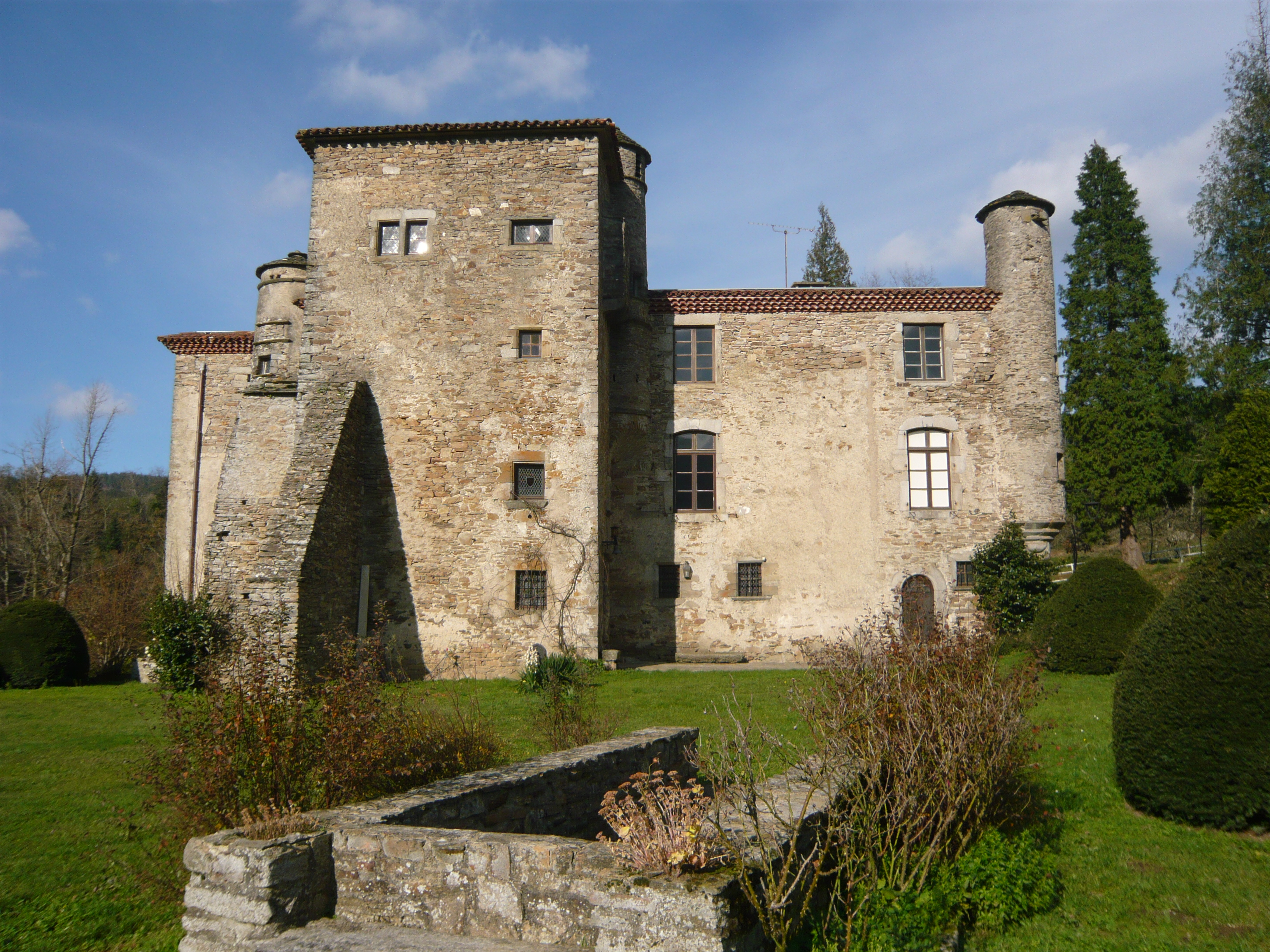
Замок Кампан
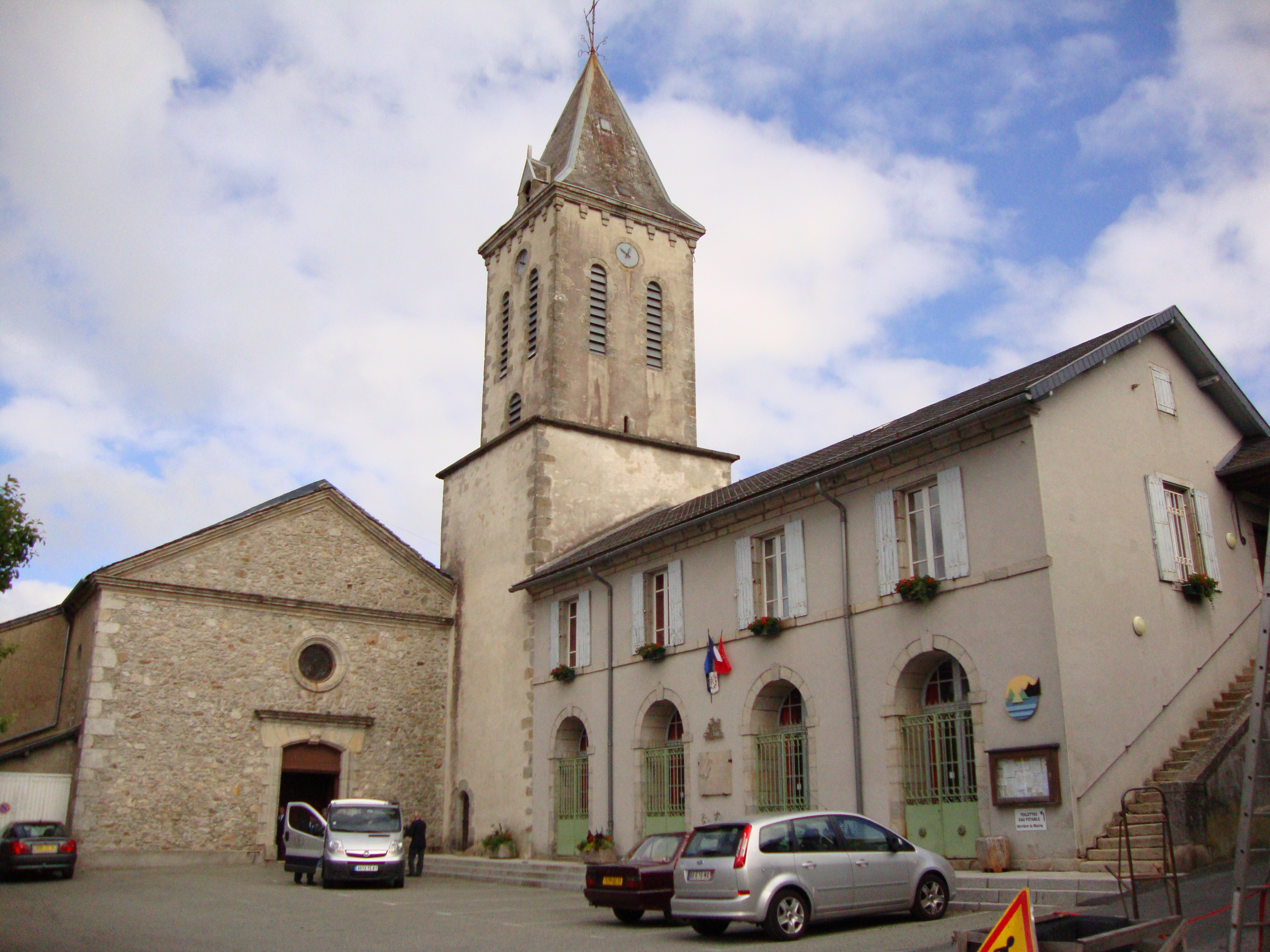
Церковь и мэрия
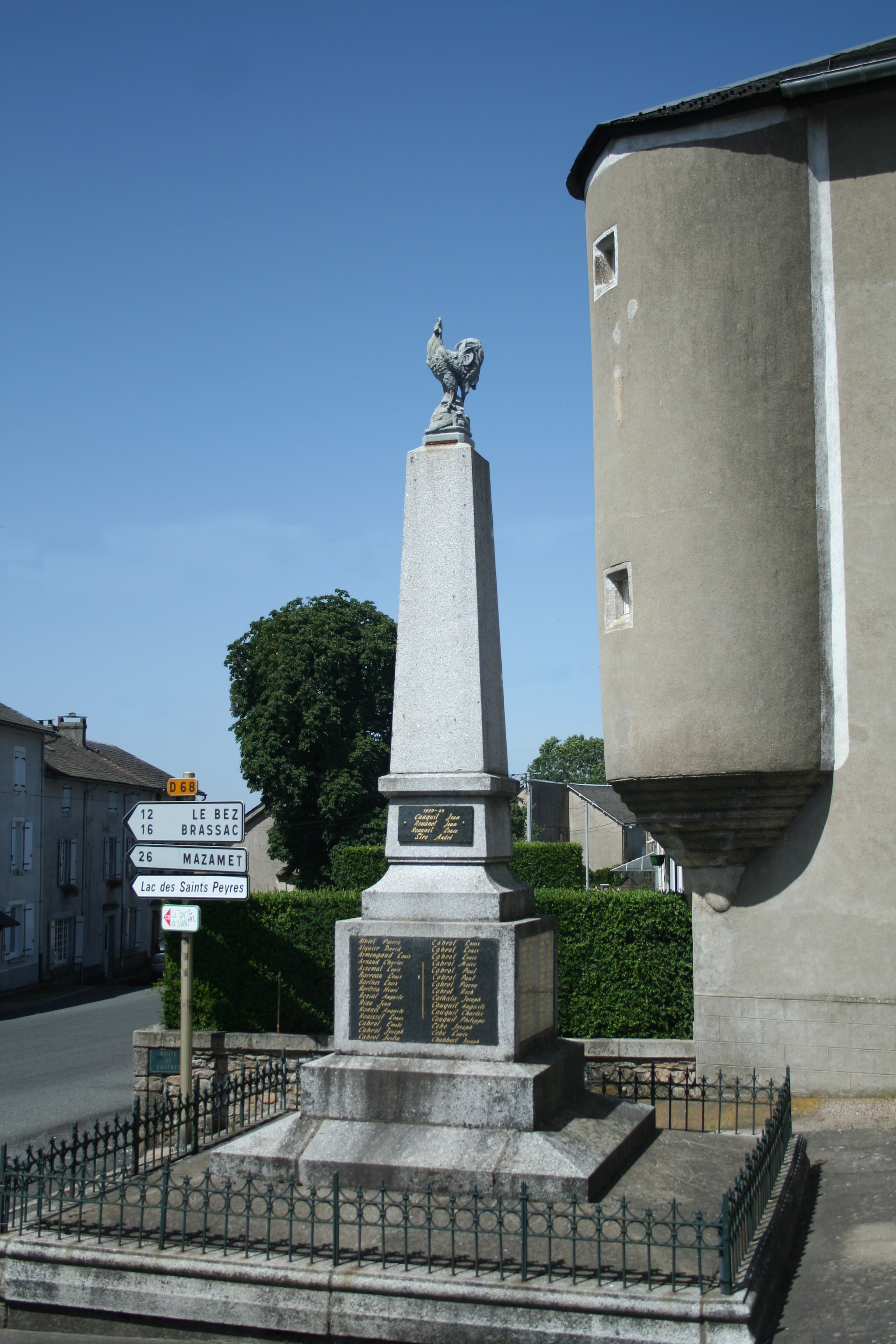
Военный мемориал
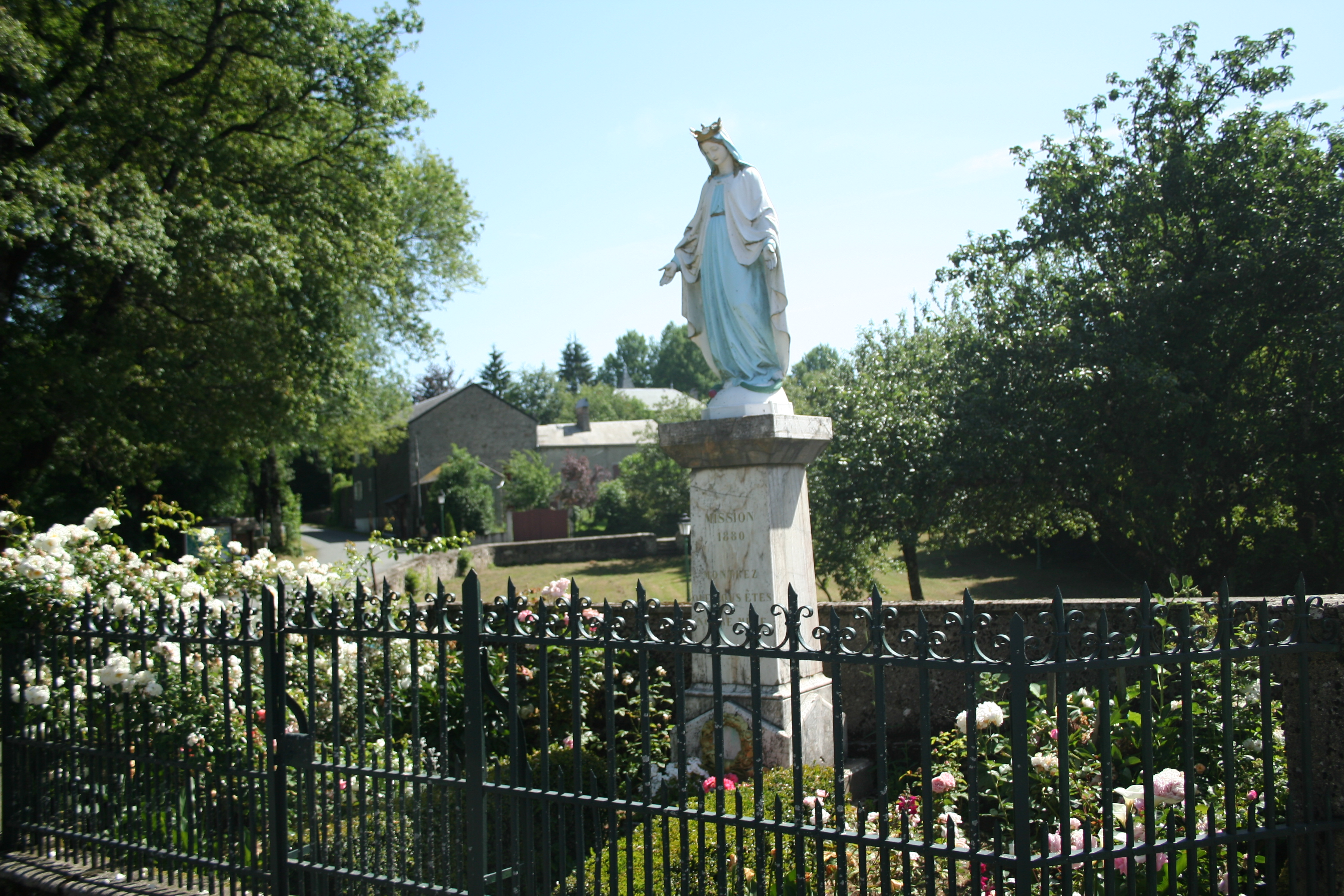
Статуя Девы Марии
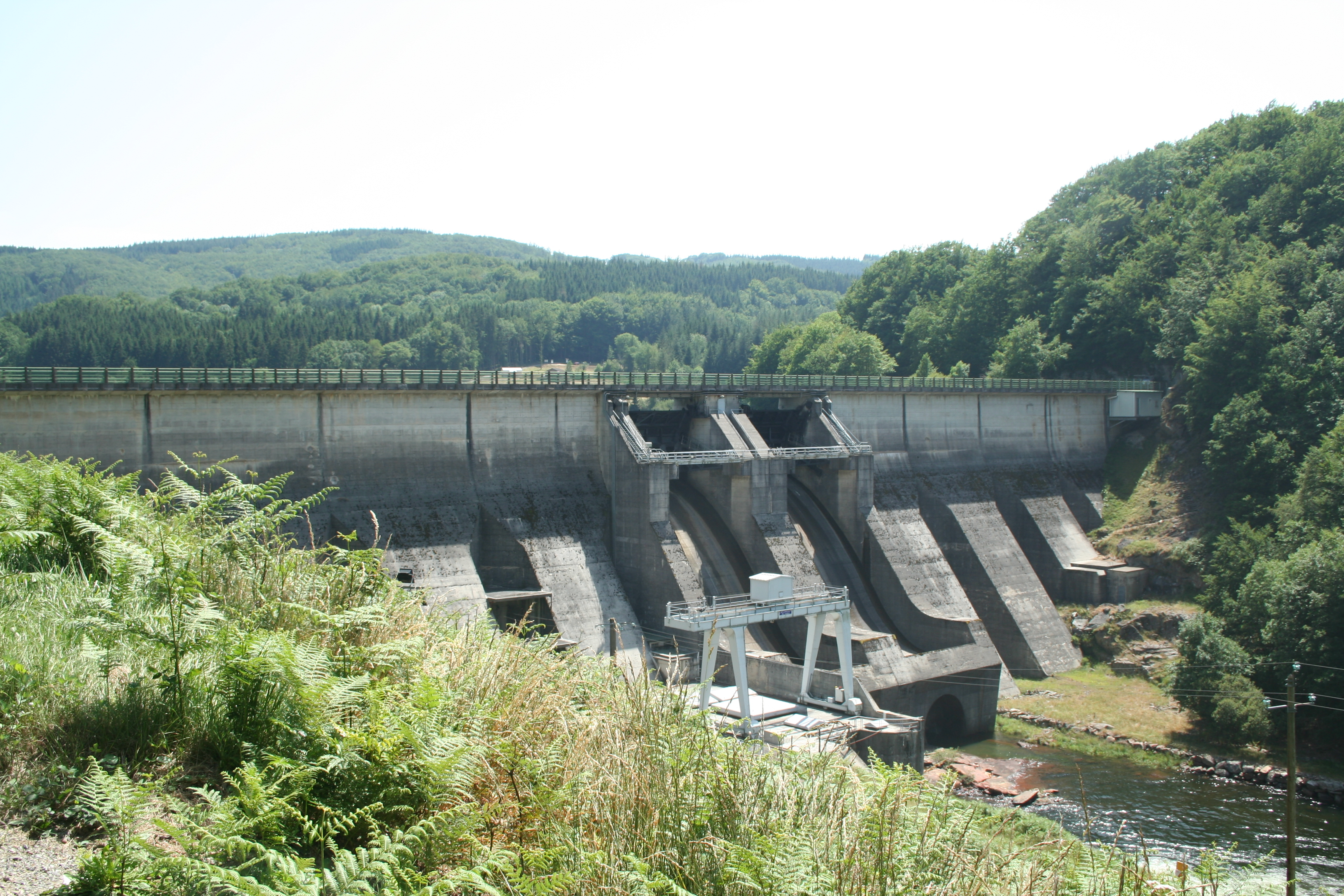
Плотина на реке Агу